# Mordellistena fuscogemellata
Mordellistena fuscogemellata é uma espécie de insetos coleópteros polífagos pertencente à família Mordellidae.
A autoridade científica da espécie é Ermisch, tendo sido descrita no ano de 1963.
Trata-se de uma espécie presente no território português.